# Jos Hoevenaers
Joseph "Jos" Hoevenaers (Amberes, 30 de noviembre de 1932 - Wilrijk, 14 de junio de 1995) fue un ciclista belga, profesional entre los años 1956 y 1967, durante los cuales logró 30 victorias. Su padre Henri también fue ciclista profesional.
En el año 1960 vistió la maglia rosa durante ocho días en el Giro de Italia, aunque finalmente terminó cediéndola a Jacques Anquetil, vencedor final de la prueba. Hoevenaers terminó en 5ª posición. También vistió el maillot amarillo del Tour de Francia durante cuatro días, uno en 1958 y tres en 1959, edición esta última en la que terminó en 8.ª posición en la clasificación general final.
Entre los puestos de honor más destacados pueden citarse la 3ª posición en la Burdeos-París de 1958, un 2º puesto en la Gante-Wevelgem de 1959, la 3ª posición en la general del Tour de Romandía 1960, ser 2º en la 1ª etapa del Tour de Francia 1960 y la 3ª plaza en el Giro de Lombardía de 1964.

## Palmarés
1957
- 1 etapa de la Volta a Cataluña

1958
- Roma-Nápoles-Roma

1959
- Flecha Valona

1961
- 3.º en el Campeonato de Bélgica en Ruta
- Schaal Sels

1962
- 3.º en el Campeonato del Mundo en Ruta

1964
- Scheldeprijs Vlaanderen